# ليف لارسن
ليف لارسن (بالنرويجية البوكمول: Leif Andreas Larsen)‏ هو سياسي نرويجي، ولد في 2 يناير 1898، وتوفي في 29 أبريل 1978. حزبياً، نشط في حزب العمال.